# Todd Cantwell
Todd Owen Cantwell, född 27 februari 1998, är en engelsk fotbollsspelare som spelar för Blackburn Rovers.

## Karriär
Cantwell debuterade för Norwich City den 17 januari 2018 i en FA-cupen-match mot Chelsea. Senare under samma månad lånades han ut till nederländska Fortuna Sittard över resten av säsongen 2017/2018.
Cantwell gjorde sin första match från start för Norwich City den 14 augusti 2018 i en Ligacupen-match mot Stevenage. Han gjorde sin ligadebut för Norwich City den 19 september 2018 i en 2–1-vinst över Reading.
Den 31 januari 2022 lånades Cantwell ut till AFC Bournemouth på ett låneavtal över resten av säsongen 2021/2022.
Den 23 januari 2023 blev Cantwell klar för skotska Rangers. Den 30 augusti 2024 skrev han på ett treårskontrakt med Blackburn Rovers.